# Accordo di Nassau

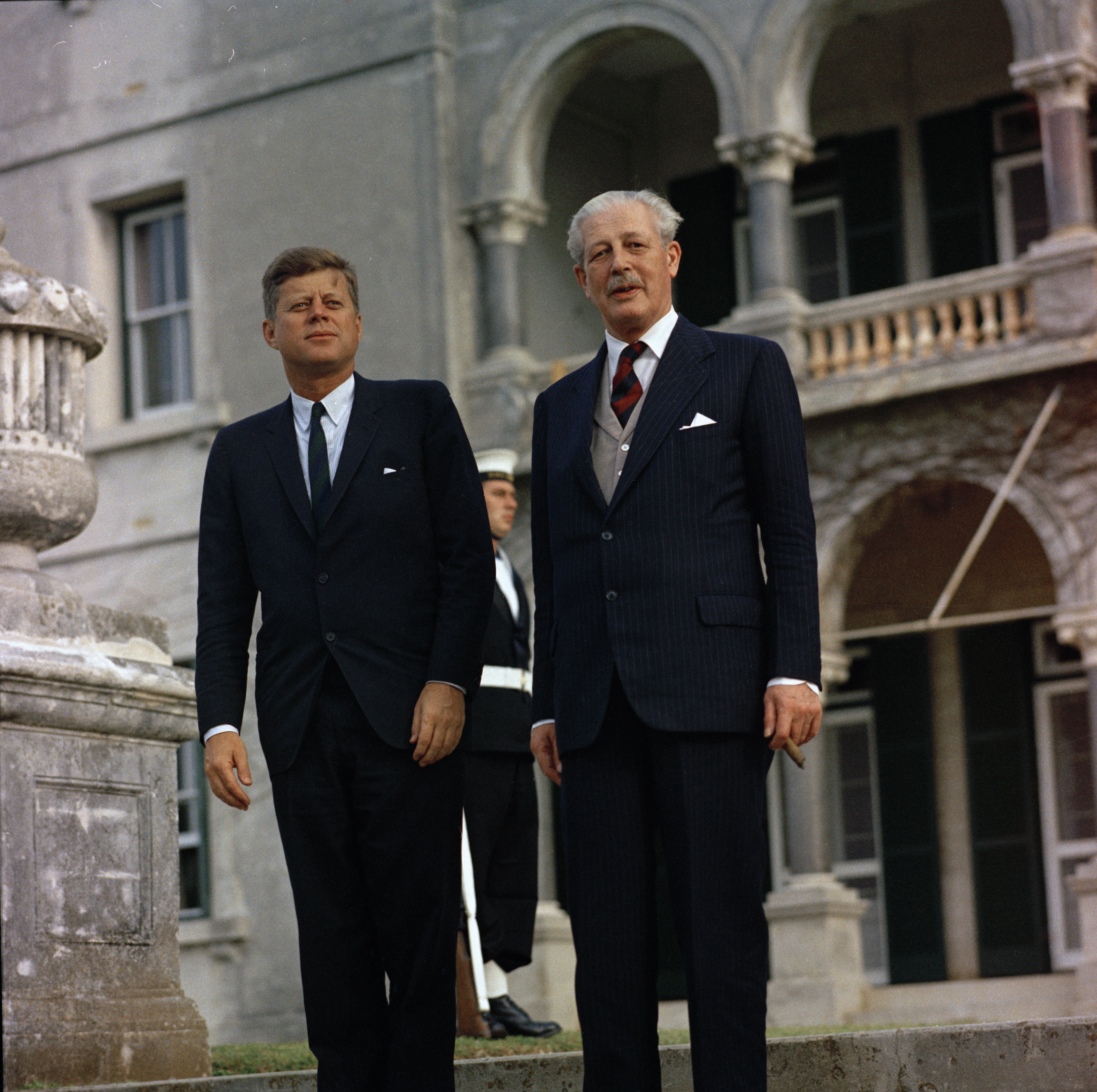
Il presidente degli Stati Uniti Kennedy ed il primo ministro britannico Macmillan alle Bahamas.

L'accordo di Nassau è un trattato negoziato tra il presidente John F. Kennedy per gli Stati Uniti d'America ed il primo ministro Harold Macmillan per il Regno Unito. Fu discusso dai due leader nel corso di un vertice, durato tre giorni, a Nassau nelle Bahamas e firmato il 21 dicembre 1962.
L'accordo prevedeva la fornitura da parte degli Stati Uniti al Regno Unito di missili a testata nucleare del tipo UGM-27 Polaris, in cambio dei quali il governo britannico avrebbe affittato agli americani una base per sottomarini nucleari nell'Holy Loch, nei pressi di Glasgow. Anche se questi missili sarebbero stati parte di una "forza multilaterale" inserita in ambito NATO, essi avrebbero potuto essere usati in caso di "supremo interesse nazionale".
La fornitura dei Polaris, inoltre, compensava la Gran Bretagna per l'interruzione del programma Skybolt, un missile a testata nucleare aviolanciato che era congiuntamente sotto sviluppo con gli Stati Uniti e che non era stato più ritenuto dal Pentagono d'importanza strategica.
Il presidente francese Charles de Gaulle, a cui su richiesta di Mcmillan doveva essere fatta la stessa offerta (rifiutata nella conferenza stampa del 14 gennaio assieme all'annuncio del veto sull'entrata del Regno Unito nella CEE), giudicò quest'accordo un chiaro segnale dell'intenzione della Gran Bretagna di rafforzare la sua partnership speciale con gli Stati Uniti in un momento in cui Londra stava negoziando il suo ingresso nella Comunità Europea. Di conseguenza ciò contribuì alla decisione dell'Eliseo di porre il veto, il 14 gennaio 1963 sull'ingresso del Regno Unito nell'integrazione comunitaria, con una concezione europea sull'asse franco-tedesco.